# 2018年平昌オリンピックのボリビア選手団
2018年平昌オリンピックのボリビア選手団（2018ねんピョンチャンオリンピックのボリビアせんしゅだん）は、2018年2月9日から25日まで大韓民国江原道平昌で開催された2018年平昌オリンピックのボリビア選手団の名簿、及びその競技結果。

## 選手団
- 人員: 選手 2人
- 開会式旗手: シモン・ブライトフス・カマランダー

## 種目別選手・スタッフ名簿及び成績

### アルペンスキー
- シモン・ブライトフス・カマランダー
  - （男子滑降）1:47.87、47位
  - （男子大回転）2:32.25、43位
  - （男子回転）1:50.42、32位
  - （男子スーパー大回転）1:31.69、45位
  - （男子アルペン複合）途中棄権

### クロスカントリースキー
- ティモ・ユハニ・グロンルント（男子15kmフリー）43:18.4、105位